# Téhini
Nassian è una città, sottoprefettura e comune della Costa d'Avorio, situata nella regione di Bounkani. È capoluogo dell'omonimo dipartimento e conta una popolazione di 15 122 abitanti (censimento 2014).